# Shay Given
Séamus John James Given, més conegut per Shay Given (Lifford, Irlanda, 20 d'abril de 1976) és un ex-futbolista professional irlandès que jugà en la posició de porter. Fou el porter titular i capità de la selecció de futbol de la República d'Irlanda.

## Trajectòria

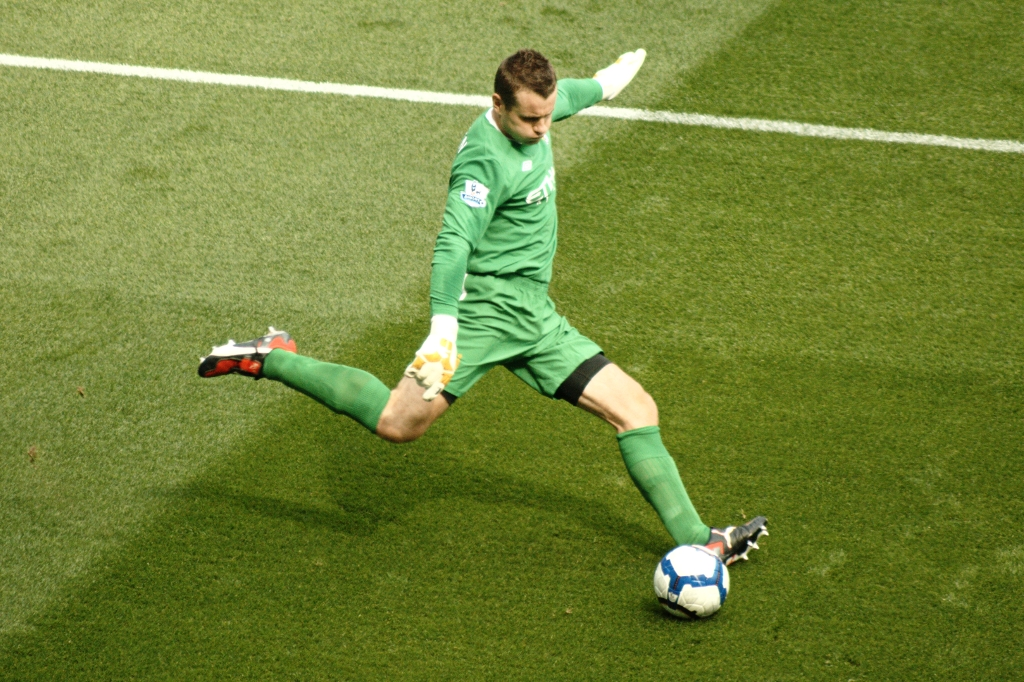
Given vestint la samarreta del Manchester City.

Els seus primers passos futbolístics els realitzà a Irlanda amb el Lifford Celtic, cridant l'atenció amb 14 anys del Celtic Glasgow, equip al que fou incorporat. Given no arribà a jugar mai amb el primer equip del Celtic Glasgow, si bé si que quallà grans actuacions amb el juvenil i fou el porter suplent en diversos partits, fet que cridà l'atenció de l'equip anglès Blackburn Rovers, equip que el fitxà lliure l'any 1994.
A les files del Blackburn Rovers fou el porter suplent, si bé guanyà la Premier League de la temporada 1994/95. Posteriorment fou cedit al Sunderland AFC la temporada 1995/96 de la Division One, convertint-se en una peça clau de l'ascens de l'equip.
La seva bona actuació a les files del Sunderland AFC facilità que l'estiu de 1997 el Newcastle United el fitxés per a les seves files, on es convertí en el porter titular, arribant a la final de la FA Cup els anys 1998 i 1999, alhora que pogué prendre part de competicions europees com la Champions League, la Copa de la UEFA i la Copa Intertoto, competició aquesta última que guanyà l'any 2007.
Given fou elegit part de l'equip de la temporada de la Premier League els anys 2002 i 2006, quedant-se a tan sols 34 partits del rècord de partits jugats amb el Newcastle United de Jimmy Lawrence, això no obstant, el febrer de l'any 2009 fitxà pel Manchester City.

## Palmarès
- 1 Copa Intertoto: 2007 (Newcastle United)
- 1 Premier League: 1995 (Blackburn Rovers)
- 1 First Division: 1996 (Sunderland)
- 1 FA Cup: 2011 (Manchester City)